# Окадзава, Сэвон
Сэвонрэц Квинси Менса Окадзава (англ. Sewonrets Quincy Mensah Okazawa; род. 21 декабря 1995, Ямагата, преф. Ямагата, Япония) — японский боксёр-любитель, выступающий в полусредней и в первой средней весовых категориях. Участник Олимпийских игр 2020 года, чемпион мира (2021), чемпион Азиатских игр (2022), серебряный призёр чемпионата Азии (2019), многократный победитель и призёр международных и национального первенств в любителях.

## Любительская карьера

### 2019 год
В апреле 2019 года стал серебряным призёром чемпионата Азии в Бангкоке (Таиланд) в категории до 69 кг, в финале проиграв узбеку Бобо-Усмон Батурову.
В сентябре 2019 года принимал участие на чемпионате мира в Екатеринбурге, на котором в категории до 69 кг, в 1/16 финала соревнований по очкам (4:1) победил француза Вахида Хамбли, затем в 1/8 финала по очкам (5:0) победил боксёра из Алжира Шемседдина Краму, но в четвертьфинале по очкам (2:3) уступил боксёру из Англии Пэту Маккормаку, — который в итоге стал серебряным призёром чемпионата мира 2019 года.

### Олимпийские игры 2020 года
В марте 2020 года, в Аммане (Иордания) участвовал на квалификационном турнире от Азии/Океании и прошёл квалификацию к Олимпиаде 2020 года.
И в июле 2021 года участвовал в Олимпийских играх в Токио, где он в 1/16 финала соревнований победил по очкам единогласным решением судей (счёт: 5:0) опытного боксёра из Индии Викаса Кришана Ядава, но в 1/8 финала со счётом 2:3 проиграл опытному кубинцу Роньелю Иглесиасу, — который в итоге стал чемпионом Олимпийских игр 2020 года.

### Чемпионат мира 2021 года
В начале ноября 2021 года в Белграде (Сербия), стал чемпионом мира в категории до 67 кг. Там он в 1/16 финала победил по очкам единогласным решением судей (счёт: 5:0) боксёра из Молдавии Дмитрия Галагота, в 1/8 финала победил по очкам единогласным решением судей (счёт: 5:0) узбека Асадхуджа Муйдинхуджаева, в четвертьфинале по очкам решением большинства судей (счёт: 4:1) победил выступающего за Сербию Вахида Аббасова, в полуфинале по очкам решением большинства судей (счёт: 4:1) победил казахстанского боксёра Аблайхана Жусупова и в финале — в конкурентном бою по очкам (счёт: 3:2) победил американца Омари Джонса.

### Чемпионат Азии 2022 года
В ноябре 2022 года участвовал на чемпионате Азии в Аммане (Иордания) в категории до 71 кг, где он в 1/8 финала соревнований по очкам (1:4) проиграл опытному иорданцу Зейяду Ишаишу.

### Азиатские игры 2022 года
В октябре 2023 года стал чемпионом Азиатских игр в Ханчжоу (Китай), в весе до 71 кг, и завоевал лицензию на Олимпийские игры 2024 года. Где он в четвертьфинале по очкам единогласным решением судей (5:0) победил индийского боксёра Нишанта Дева, затем в полуфинале спорно по очкам раздельным решением судей (3:2) победил опытного казахстанского боксёра Асланбека Шымбергенова, и в финале победил представителя Тайваня Кана Ча-Вея.